# Don't Panic (All Time Low)
| Recensione | Giudizio |
| ---------- | -------- |
| AllMusic   |          |

Don't Panic è il quinto album in studio del gruppo musicale statunitense All Time Low, pubblicato l'8 ottobre 2012.

## Tracce
1. The Reckless and the Brave – 3:19
2. Backseat Serenade (feat. Cassadee Pope) – 3:21
3. If These Sheets Were States – 3:19
4. Somewhere in Neverland – 3:45
5. So Long Soldier – 2:49
6. The Irony of Choking on a Lifesaver – 3:36
7. To Live and Let Go – 3:43
8. Outlines – 3:35
9. Thanks to You – 3:34
10. For Baltimore – 3:09
11. Paint You Wings – 3:40
12. So Long, and Thanks for All the Booze – 3:09

Durata totale: 40:59

## Don't Panic: It's Longer Now!
Il 30 settembre 2013 è uscita una versione estesa dell'album, dal titolo Don't Panic: It's Longer Now!.

### Tracce
1. The Reckless and the Brave – 3:19
2. A Love Like War (feat. Vic Fuentes) – 3:33
3. Backseat Serenade (feat. Cassadee Pope) – 3:21
4. Me Without You (All I Ever Wanted) – 3:33
5. If These Sheets Were States – 3:19
6. Somewhere in Neverland – 3:45
7. So Long Soldier – 2:49
8. Canals – 3:22
9. The Irony of Choking on a Lifesaver – 3:36
10. To Live and Let Go – 3:43
11. Outlines – 3:35
12. Thanks to You – 3:34
13. For Baltimore – 3:09
14. Paint You Wings – 3:40
15. So Long, and Thanks for All the Booze – 3:09
16. Oh, Calamity! – 3:46
17. For Baltimore (acoustic) – 3:29
18. Somewhere in Neverland (acoustic) – 3:40
19. The Reckless and the Brave (acoustic) – 3:37
20. Backseat Serenade (acoustic) – 3:14

Durata totale: 69:13